# Diözese Monmouth

Wappen der Diözese Monmouth

Das Bistum Monmouth (englisch Diocese of Monmouth, walisisch Esgobaeth Mynwy) ist eine Diözese der anglikanischen Church in Wales mit Sitz in Newport (Gwent).

## Geschichte

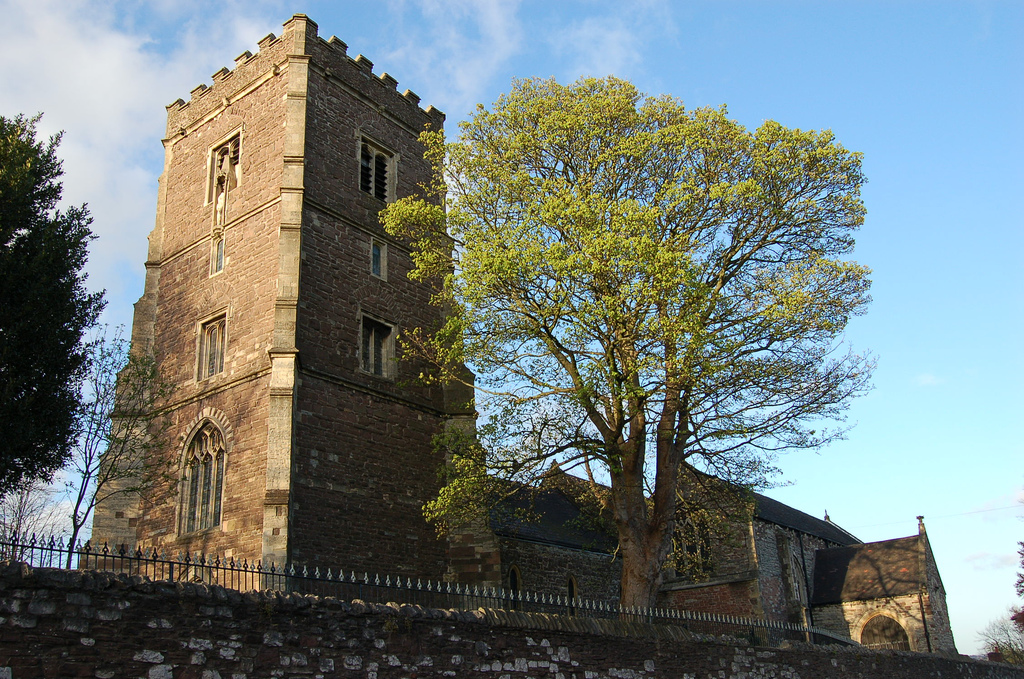
Cathedral of St. Woolos, King & Confessor, Newport

Die Diözese wurde 1921 aus Teilen des alten Bischofssitzes von Llandaff gebildet. Sie ist praktisch deckungsgleich mit der Grafschaft Gwent. Es ist die kleinste der Church in Wales, nur wenige Gemeinden sind mehr als 40 km von der Kathedrale entfernt. Als die Diözese gegründet wurde, gab es keine offensichtliche Wahl für eine Kathedrale. Letztendlich wurde die Pfarrkirche St. Woolo in Newport, der bevölkerungsreichsten Stadt der Grafschaft Gwent, gewählt.

## Bistumsleitung
Amtierende Bischöfin ist seit 2021 Cherry Vann (Stand 6/2023).